# Magilumiere Inc.: Magiczne Dziewczyny
Magilumiere Inc.: Magiczne Dziewczyny (jap. 株式会社マジルミエ Kabushiki gaisha Majirumie) – manga napisana przez Sekkę Iwatę i zilustrowana przez Yu Aokiego, publikowana na łamach magazynu internetowego „Shōnen Jump+” wydawnictwa Shūeisha od października 2021.
Na jej podstawie studia Moe i J.C.Staff wyprodukowały serial anime, który emitowano od października do grudnia 2024. Zapowiedziano powstanie drugiego sezonu.

## Fabuła
Akcja rozgrywa się w świecie, w którym bycie magiczną dziewczyną to popularny zawód, polegający na zwalczaniu tajemniczych istot zwanych Kaii (jap. 怪異). Kana Sakuragi, świeżo upieczona absolwentka uczelni, która ma trudności ze znalezieniem pracy, wykorzystuje swoją doskonałą pamięć i w sytuacji awaryjnej pomaga magicznej dziewczynie Hitomi Koshigayi pokonać Kaii. Szczęśliwa, że w końcu mogła się na coś przydać, Kana zostaje drugą magiczną dziewczyną w Magilumiere – start-upie zajmującym się magią, w którym pracuje Koshigaya.
Oprócz genialnej Koshigayi, Magilumiere tworzą: prezes firmy Kouji Shigemoto – mężczyzna w średnim wieku przebierający się za magiczną dziewczynę, Kaede Midorikawa – odpowiedzialna za kontakt z klientami, oraz inżynier magii Kazuo Nikoyama.

## Bohaterowie
- Kana Sakuragi (jap. 桜木 カナ Sakuragi Kana)

Seiyū: Fairouz Ai 
- Hitomi Koshigaya (jap. 越谷 仁美 Koshigaya Hitomi)

Seiyū: Yumiri Hanamori 
- Kouji Shigemoto (jap. 重本 浩司 Shigemoto Kōji)

Seiyū: Rikiya Koyama 
- Kaede Midorikawa (jap. 翠川 楓 Midorikawa Kaede)

Seiyū: Ryōta Ōsaka 
- Kazuo Nikoyama (jap. 二子山 和央 Nikoyama Kazuo)

Seiyū: Daiki Yamashita 
- Mei Tsuchiba (jap. 土刃 メイ Tsuchiba Mei)

Seiyū: Chika Anzai 
- Kei Koga (jap. 古賀 圭 Koga Kei)

Seiyū: Akira Ishida 
- Lily Aoi (jap. 葵 リリー Aoi Rirī)

Seiyū: Kaori Ishihara 
- Miyako Asou (jap. 麻生 美弥子 Asō Miyako)

Seiyū: Kikuko Inoue 
- Hana Ginji (jap. 銀次ハナ Ginji Hana)

Seiyū: Hiyori Kono 
- Nishina (jap. 仁科)

Seiyū: Hiroshi Naka 
- Akane Makino (jap. 槇野あかね Makino Akane)

Seiyū: Yurina Amami 

## Manga
Pierwszy rozdział mangi został opublikowany 20 października 2021 w magazynie internetowym „Shōnen Jump+”. Następnie wydawnictwo Shūeisha rozpoczęło zbieranie rozdziałów do wydań w formacie tankōbon, których pierwszy tom ukazał się 4 lutego 2022.
| Nr | Data wydania (język japoński) | ISBN (język japoński)  |
| -- | ----------------------------- | ---------------------- |
| 1  | 4 lutego 2022                 | ISBN 978-4-08-883028-5 |
| 2  | 2 maja 2022                   | ISBN 978-4-08-883133-6 |
| 3  | 4 lipca 2022                  | ISBN 978-4-08-883219-7 |
| 4  | 2 września 2022               | ISBN 978-4-08-883243-2 |
| 5  | 4 listopada 2022              | ISBN 978-4-08-883330-9 |
| 6  | 3 lutego 2023                 | ISBN 978-4-08-883481-8 |
| 7  | 2 maja 2023                   | ISBN 978-4-08-883540-2 |
| 8  | 4 sierpnia 2023               | ISBN 978-4-08-883679-9 |
| 9  | 4 października 2023           | ISBN 978-4-08-883734-5 |
| 10 | 4 grudnia 2023                | ISBN 978-4-08-883735-2 |
| 11 | 4 kwietnia 2024               | ISBN 978-4-08-884003-1 |
| 12 | 4 czerwca 2024                | ISBN 978-4-08-884058-1 |
| 13 | 4 września 2024               | ISBN 978-4-08-884201-1 |
| 14 | 4 października 2024           | ISBN 978-4-08-884230-1 |
| 15 | 4 stycznia 2025               | ISBN 978-4-08-884293-6 |
| 16 | 4 kwietnia 2025               | ISBN 978-4-08-884549-4 |

## Anime
Telewizyjny serial anime na bazie mangi został zapowiedziany 29 listopada 2023. Seria została wyprodukowana przez studia Moe i J.C.Staff, a reżyserią zajął się Masahiro Hiraoka. Scenariusz napisał Shingo Nagai, projekty postaci opracował Hidehiro Asama, a muzykę skomponował Makoto Miyazaki. Serial był emitowany od 4 października do 20 grudnia 2024 w bloku programowym Friday Anime Night na kanale Nippon TV i jego stacjach partnerskich. Motywem otwierającym jest „Order Made” (jap. オーダーメイド Ōdāmeido) w wykonaniu Mafumafu, natomiast końcowym „Workout” (jap. ワークアウト Wākuauto) autorstwa syudou. Prawa do dystrybucji serii posiada serwis Amazon Prime Video.
Po wyemitowaniu ostatniego odcinka zapowiedziano powstanie drugiego sezonu.

### Lista odcinków
| №  | Tytuł | Reżyseria        | Premiera             |
| -- | --- | ---------------- | -------------------- |
| 1  | Witamy w Magilumiere Inc.: Magiczne dziewczyny. Kabushiki gaisha Majirumie e yōkoso (株式会社マジルミエへようこそ) | Masahiro Hiraoka | 4 października 2024  |
| 2  | Latanie na miotle to łatwizna. Hōki nan te rakushō da kara (ホーキなんて楽勝だから)                                | Nana Fujiwara    | 11 października 2024 |
| 3  | Nasza estetyka. Uchi no bigaku (ウチの美学)                                                                        | Fumihiro Ueno    | 18 października 2024 |
| 4  | Przygotowali coś dobrego! Hoihoi deki ta daro (ホイホイできただろ)                                                 | Kazuma Komatsu   | 25 października 2024 |
| 5  | Wspólny projekt Kyōdō gyōmu (協働業務)                                                                             | Makoto Sokuza    | 1 listopada 2024     |
| 6  | Magiczna dziewczyna Miyakodo Miyakodō no mahō shōjo (ミヤコ堂の魔法少女)                                           | Teru Ishii       | 8 listopada 2024     |
| 7  | Wyniki kontra estetyka Kekka to bigaku (結果と美学)                                                                | Kōzō Kaihō       | 15 listopada 2024    |
| 8  | Magiczne EXPO Mahō gyōkai ekisupo (魔法業界EXPO)                                                                   | Nana Fujiwara    | 22 listopada 2024    |
| 9  | Koledzy Nakama (仲間)                                                                                              | Fumihiro Ueno    | 29 listopada 2024    |
| 10 | Ginji Ginji-san (銀次さん)                                                                                         | Shūji Miyazaki   | 6 grudnia 2024       |
| 11 | Olśniewająca Akane Akane sanzen (アカネ燦然)                                                                       | Makoto Sokuza    | 13 grudnia 2024      |
| 12 | Solo czy w zespole Hitori to chīmu (一人とチーム)                                                                  | Kōzō Kaihō       | 20 grudnia 2024      |